# Rovescala
Rovescala (lombardul: Ruscala) település Olaszországban, Lombardia régióban, Pavia megyében. Lakosainak száma 809 fő (2023. január 1.). Rovescala Montù Beccaria, San Damiano al Colle, Ziano Piacentino, Santa Maria della Versa és Castel San Giovanni községekkel határos.

## Népesség
A település lakossága az elmúlt években az alábbi módon változott:
| Lakosok száma | 906  | 896  | 809  |
|               | 2017 | 2018 | 2023 |